# كلوزية

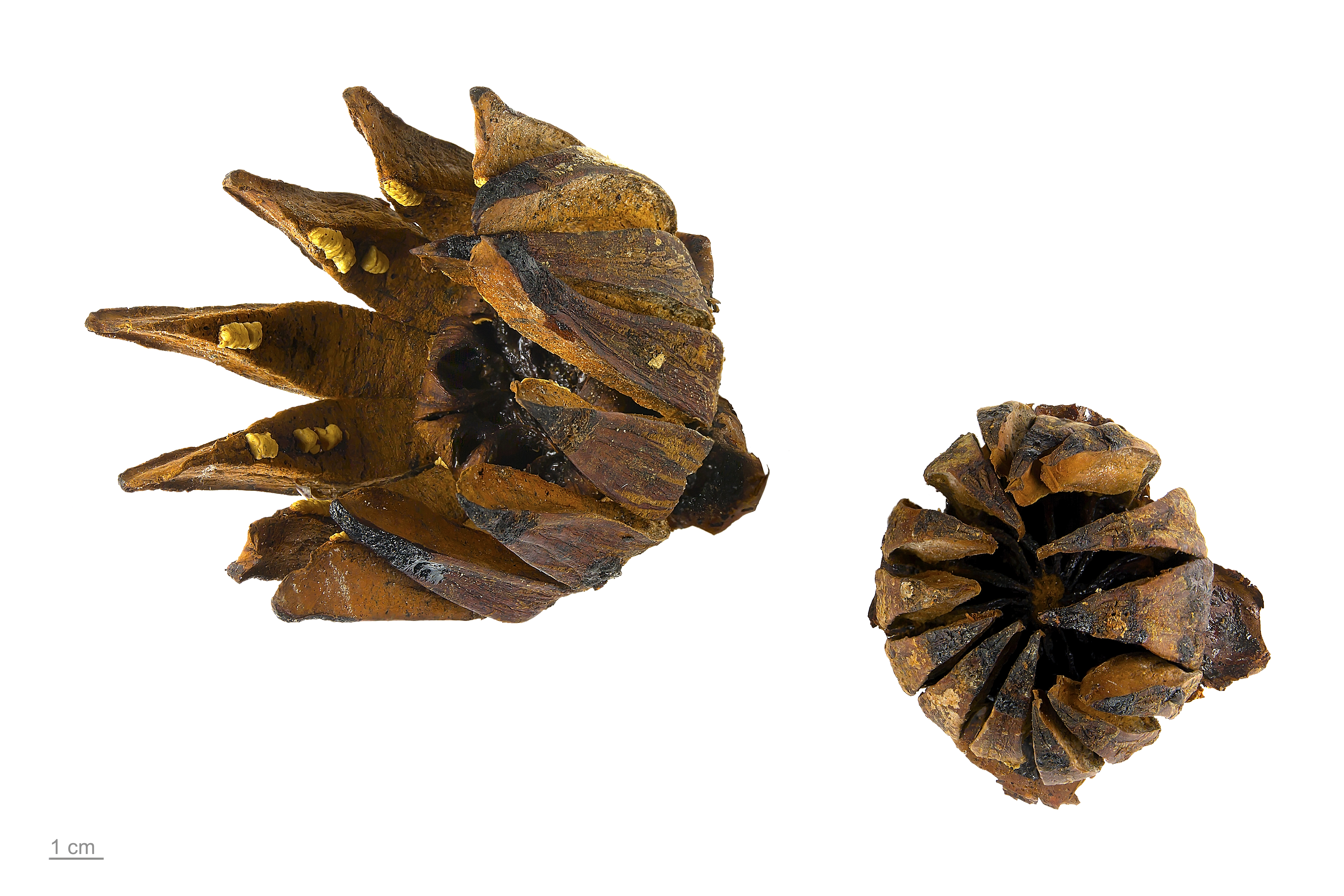
Clusia grandiflora

الكلوزية (الاسم العلمي: Clusia) هي جنس من النباتات تتبع فصيلة الكلوزية من رتبة الملبيغيات.

## أنواع الكلوزية
- كلوزية الماسية
- كلوزية إسفينية
- كلوزية إسفينية الأوراق
- كلوزية إهليلجية
- كلوزية أحادية الزهرة
- كلوزية أرجوانية
- كلوزية أريستغياتية
- كلوزية أسطوانية
- كلوزية أليفة الأحراج
- كلوزية أمازونية
- كلوزية بريتونية
- كلوزية برينغلية
- كلوزية بسيطة
- كلوزية بلانشونية
- كلوزية بليزية
- كلوزية بورشالية
- كلوزية بيروفية
- كلوزية بيضاوية
- كلوزية ترنشتروميانية
- كلوزية ثلاثية الأزهار
- كلوزية ثمانية الأسدية
- كلوزية ثنائية الألوان
- كلوزية ثنائية اللون
- كلوزية جرداء
- كلوزية جميلة
- كلوزية جناحية
- كلوزية جوفاء
- كلوزية حلقية
- كلوزية خطية
- كلوزية خماسية الأسدية
- كلوزية دقيقة الأزهار
- كلوزية دومينيكانية
- كلوزية ذنبية
- كلوزية راتينجية
- كلوزية رباعية الأسدية
- كلوزية رباعية الزوايا
- كلوزية رخوة الأزهار
- كلوزية ريدليانية
- كلوزية سميكة الأوراق
- كلوزية شاحبة
- كلوزية شومبوركية
- كلوزية صفراء
- كلوزية صفراء الأزهار
- كلوزية ضرعية
- كلوزية عديدة الأزهار
- كلوزية عريضة الأوراق
- كلوزية عمودية
- كلوزية غارية الأوراق
- كلوزية غردنرية
- كلوزية غواتيمالية
- كلوزية قصيرة الثمار
- كلوزية قصيرة القلم
- كلوزية قوية الأوراق
- كلوزية كبيرة الأزهار
- كلوزية كبيرة الأوراق
- كلوزية كبيرة الجذع
- كلوزية كثيفة العروق
- كلوزية كهرمانية
- كلوزية كولومبية
- كلوزية لاطئة
- كلوزية لامتوازية
- كلوزية متجذرة
- كلوزية متطاولة
- كلوزية متوسطة
- كلوزية محمرة
- كلوزية مفصلية
- كلوزية منحنية
- كلوزية نهرية
- كلوزية هوبرية
- كلوزية وردية